# Хоель Джонсон
Хоель Джонсон Алахарін (ісп. Joel Johnson Alajarín; нар. 20 вересня 1992, Торрент, Валенсія, Іспанія) — ліберійський та іспанський футболіст, захисник клубу «Шарлотт Індепенденс».

## Клубна кар'єра
Хоель — вихованець системи «Валенсії». У складі «Местальї» він дебютував 2009 року і за три сезони в цій команді провів 44 гри. Свій єдиний матч за «Валенсію» Хоель провів 8 березня 2010 року, відігравши всі 90 хвилин проти сантандерського «Расінга». Влітку 2012 року Джонсон перебрався з «Местальї» до «Реал Мадрид C» — третьої команди мадридського «Реала».
6 квітня 2016 року Джонсон підписав контракт з клубом другої ліги США «Шарлотт Індепенденс».

## Міжнародна кар'єра
За збірну Ліберії Джонсон дебютував 9 вересня 2018 року в матчі кваліфікації Кубка африканських націй 2019 проти збірної ДР Конго.

## Досягнення
- Переможець Терсери (1): 2010/11